# Tommi Mäkelä
Tommi Kalervo Mäkelä, född 4 september 1954 i Helsingfors, är en finländsk målare.
Mäkelä studerade 1970–1974 vid Fria konstskolan i Helsingfors och ställde ut första gången 1975. Han har ända sedan 1970-talet varit känd för sina monokroma, mörkstämda och meditativa olje- och akrylmålningar. En dämpad gråskala kännetecknade hans abstrakta måleri i början av 1990-talet, men sedan dess har också den svarta och bruna färgen börjat intressera honom, vilket de för övrigt gjorde redan i slutet av 1970-talet.
Mäkelä har utfört ett monumentalarbete för normalskolan i Raumo (1998). Han undervisade vid Fria konstskolan 1974–78, vid Bildkonstakademin som lektor 1986–1990, överlärare 1990–1994 och biträdande professor 1994–1995, vid Nordiska konstskolan i Karleby 1991 och 1995, vid Åbo konstakademi som överlärare och utbildningschef 2000–2001 samt vid Kungliga Konsthögskolan i Stockholm 1989 och Konsthögskolan Valand i Göteborg 1991–1992.